# Xã Madison, Quận Buchanan, Iowa
Xã Madison (tiếng Anh: Madison Township) là một xã thuộc quận Buchanan, tiểu bang Iowa, Hoa Kỳ. Năm 2010, dân số của xã này là 695 người.